# 巴卡尔县

所在位置

巴卡尔县(乌尔都语: ضلع بھکر)，巴基斯坦旁遮普省的一个县。巴卡尔县建置于1981年。总面积8,120 km2，总人口195,7470（2023）。縣治為巴卡尔。
巴卡尔县境内主要为塔尔平原。

## 行政区划
巴卡尔县包含4个乡，20个联合委员会。